# Łąck
Łąck è un comune rurale polacco del distretto di Płock, nel voivodato della Masovia.
Ricopre una superficie di 93,74 km² e nel 2004 contava 4 877 abitanti.